# 鄔維肅
鄔維肅（？—？），本籍貴州，清朝官員。
鄔維肅於1775年接替成城，於台灣擔任台灣府海防兼南路理番同知。品等為正五品的該官職隸屬於台灣府，主管全台灣船政治安業務及台灣南路之台灣原住民事務，相當於副知府。